# Avenue Camus
L'avenue Camus est une voie de Nantes, en France, située dans le quartier Hauts-Pavés - Saint-Félix.

## Situation et accès
La rue est bitumée, ouverte à la circulation automobile. Longue de 530 mètres, elle relie la rue Mondésir à la rue des Dervallières. Dans sa partie sud-est, elle est le point de départ de l'avenue des Acacias.

## Origine du nom
Son nom vient de celui du propriétaire de la tenue maraîchère qui s'y trouvait autrefois.

## Historique
L'avenue Camus était naguère le terrain du Château-Gaillard (nom que l'on rencontre en plusieurs endroits de Nantes), et dont le toponyme a une origine mystérieuse puisque aucun château ne fut construit à cet endroit.
En 1654, on retrouve dans les archives départementales de la Loire-Atlantique (côte G. 22) un acte d’adjudication concernant la terre du Grand Château Gaillard. Il y avait en fait, le grand et le petit Château Gaillard, qui tous deux se trouvaient sous le fief de l’archidiaconé de la Mée qui s'étendait sur toute la partie située entre la rive droite de l’Erdre et de la Loire, depuis le lieu où l’Erdre s’y joint jusqu’à l'océan Atlantique.
En 1792, la terre appartenait à Hippolyte d’Achon, chevalier, seigneur de Jaunay.
Au XIXe siècle, le sieur Camus décida de rentabiliser sa parcelle en la divisant en plusieurs terrains à bâtir. Un cahier des charges fut rédigé stipulant que ceux-ci ne devaient accueillir que des habitations bourgeoises et familiales, à l'exclusion de toutes personnes de « mauvaise vie et mœurs ». Afin de garantir la quiétude des lieux, l'avenue privée, copropriété exclusive des riverains, était fermée de hautes et lourdes grilles aux deux extrémités de la voie. Des concierges logés dans des maisons basses à proximité de ces grilles, fermaient ces dernières tous les soirs pour les ouvrir chaque matin.
Durant les premières années du XXe siècle, l'avenue tomba dans le domaine public. On supprima alors les grilles aux entrées de la voie et on rasa les maisons de concierges. Le premier immeuble collectif fut édifié dans les années précédant la Première Guerre mondiale.
Depuis 1933, la rue héberge l'Externat des Enfants-Nantais situé auparavant à l'emplacement de l'actuel lycée Gabriel-Guist'hau.

## Voie secondaire

### Avenue des Acacias
Pour les articles homonymes, voir Avenue des Acacias.
Localisation : 47° 13′ 04″ N, 1° 34′ 16″ O
Cette rue en impasse, bitumée et ouverte à la circulation, longue de 150 mètres, descend vers le sud et rejoint l'avenue Émile-Boissier.